# Szentkirályszabadja
Szentkirályszabadja község Veszprém vármegyében, a Veszprémi járásban.

## Fekvése
A település központja Veszprémtől délkeletre, a Veszprém és Vörösberény közt húzódó 7217-es számú út mentén fekszik.
Közigazgatási területének nyugati szélén, már a 73-as főúthoz közel fekszik Meggyespuszta nevű külterületi településrésze.

## Története

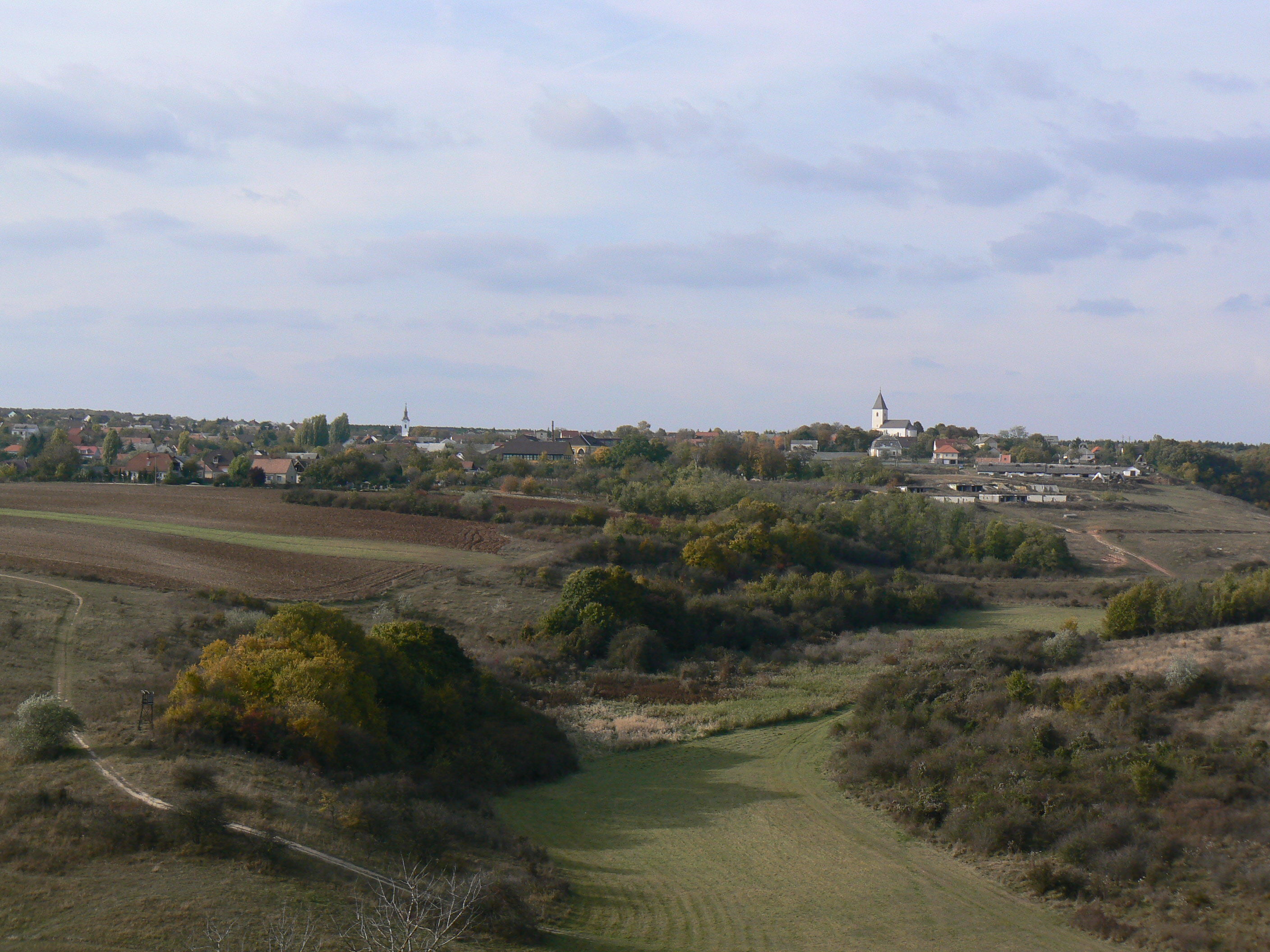
Szentkirályszabadja

Szentkirályszabadja ősi település, melynek területén és környékén már a újkőkorszak óta megtelepedtek az emberek, melyet az itt talált újkőkorszaki, bronzkori leletek bizonyítanak.
Később a Római Birodalom idejéből is kerültek elő kisebb villamaradványok.
Árpád-kori település. Nevét az oklevelekben már 1269-ben említették. Neve korábban Szabadi volt, mivel a hagyományok szerint Szent István király adta a község nemesi kiváltságát. Később Urszabadi, majd Szentkirályszabadi néven nevezték.
1785-ben végzett népszámláláskor 1595 lakosa volt, 1848 után, nemesi kiváltságait elvesztve a népesség növekedése megtorpant.
1910-ben 1479 lakosából 1472 magyar volt. Ebből 500 római katolikus, 932 református, 23 izraelita volt.
A 20. század elején Veszprém vármegye Veszprémi járásához tartozott.
1970-től a község területén épített repülőtéren állomásozott a MH 87. Bakony harci helikopter ezred, Mil Mi–8, Mi–17 és Mi–24 típusú helikopterekkel. 2004 nyarán a légibázist bezárták, és az alakulat Szolnokra települt át. Az egykori légibázis mellett áll a mára teljesen lepusztult és kifosztott állapotú egykori szovjet laktanya, amit még a rendszerváltást követő 1990-es kivonulás során hagytak itt a szovjet alakulatok. A hely azóta népszerűvé vált az urbex-elő turisták körében.

## Közélete

### Polgármesterei
- 1990–1994: Iványi András (független)[4]
- 1994–1998: Iványi András (független)[5]
- 1998–2002: Iványi András (független)[6]
- 2002–2006: Iványi András (független)[7]
- 2006–2010: Iványi András (független)[8]
- 2010–2014: Iványi András (független)[9]
- 2014–2019: Gyarmati Katalin (független)[10]
- 2019–2024: Gyarmati Katalin (független)[11]
- 2024– : Pál-Gyarmati Katalin (független)[1]

## Népesség
A település népességének változása:
| Lakosok száma | 1920 | 1878 | 1845 | 1945 | 2013 | 2017 | 2023 |
|               | 2013 | 2014 | 2015 | 2021 | 2022 | 2023 | 2024 |

A 2011-es népszámlálás során a lakosok 90,5%-a magyarnak, 1,1% németnek, 3,6% cigánynak, 0,2% lengyelnek mondta magát (9,5% nem nyilatkozott; a kettős identitások miatt a végösszeg nagyobb lehet 100%-nál). A vallási megoszlás a következő volt: római katolikus 39,1%, református 14%, evangélikus 1%, görögkatolikus 0,7%, felekezeten kívüli 18,9% (24,8% nem nyilatkozott).
2022-ben a lakosság 91%-a vallotta magát magyarnak, 1,9% cigánynak, 0,7% németnek, 0,1-0,1% lengyelnek, ruszinnak és görögnek, 3,5% egyéb, nem hazai nemzetiségűnek (8,8% nem nyilatkozott; a kettős identitások miatt a végösszeg nagyobb lehet 100%-nál). Vallásuk szerint 27,7% volt római katolikus, 10,6% református, 1,1% evangélikus, 0,4% görög katolikus, 2,4% egyéb keresztény, 1% egyéb katolikus, 18,1% felekezeten kívüli (38,4% nem válaszolt).

## Nevezetességei
- Radnóti Miklós meggyilkolása előtt egy héttel itt írta utolsó versét,[14] a községben emlékmúzeuma van.
- Általános iskolája az egykori Talián–Horváth-kastélyban (Tallián-kastélyban) működik.
- A régi Alsóörs–Veszprém-vasútvonalhoz tartozó állomásépület, jelenleg lakóház
- Egy élő helyi szájhagyomány szerint a Szent István király és Koppány vezér között lezajlott sólyi csatát követően, a falu keleti szélén négyelték fel Koppány testét, azon a kis magaslaton, ahol ma a település római katolikus temploma áll. A község tagja a Szent Király Szövetségnek. A szövetség azokat a Kárpát-medence területén lévő településeket tömöríti, amelyek neve utal Szent István királyra.[15][16][17]
- A szentkirályszabadjai szellemváros és magyar Csernobil néven elhíresült egykori szovjet laktanyaváros

## Képgaléria

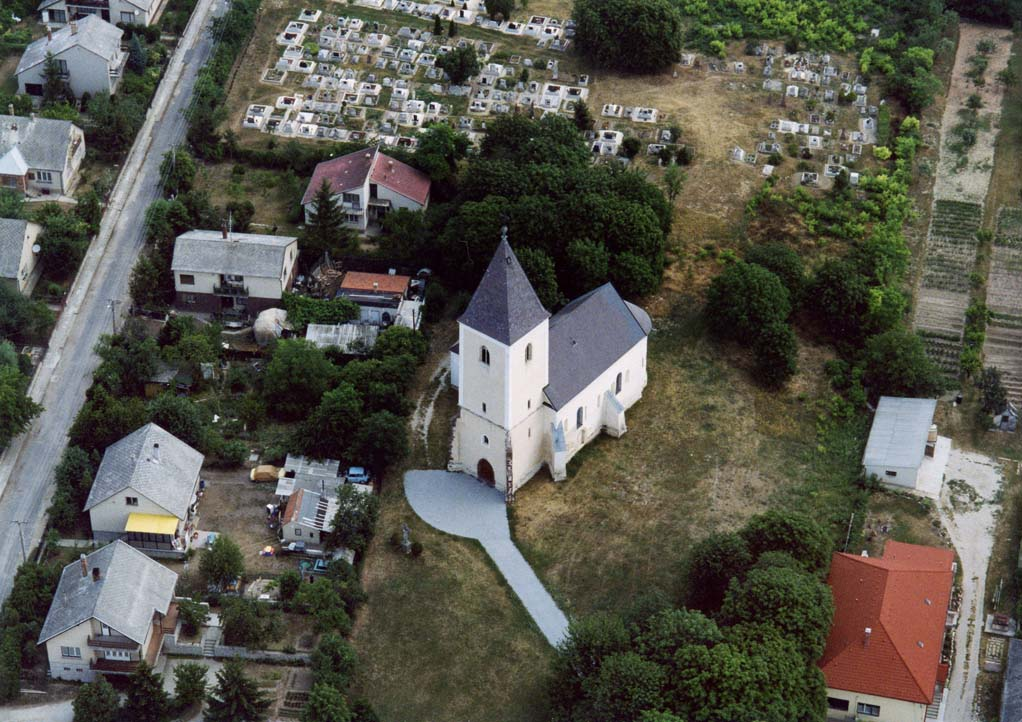
Szentkirályszabadja légi fotója
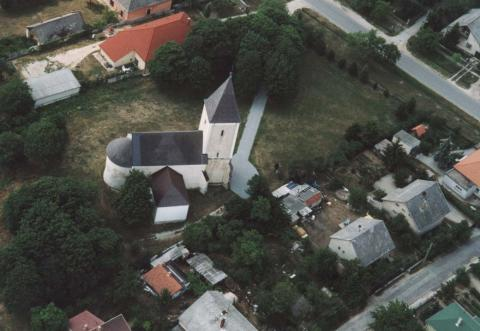
Szentkirályszabadja légi fotója
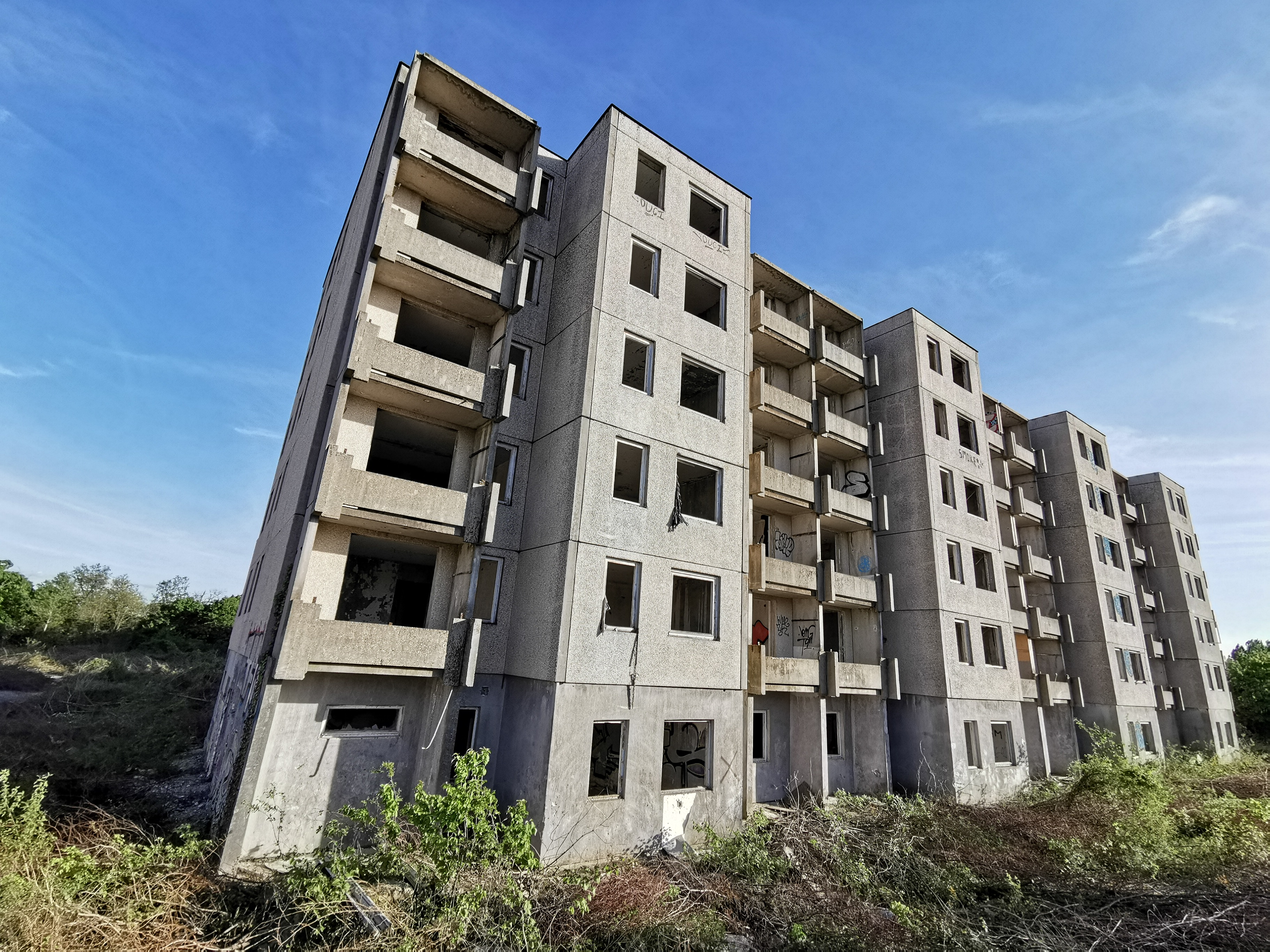
Szentkirályszabadja, elhagyatott orosz laktanya
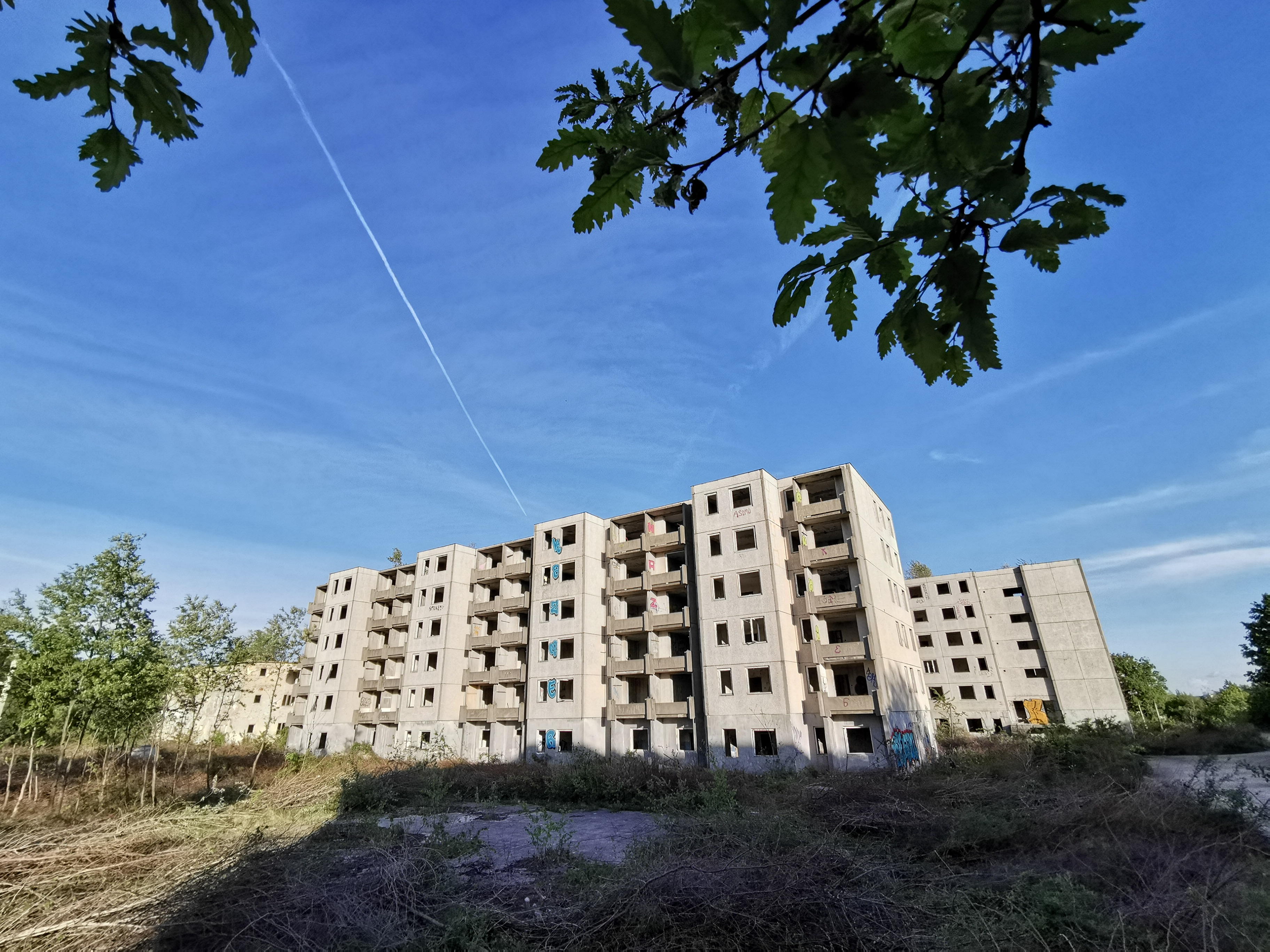
Szentkirályszabadja, elhagyatott orosz laktanya
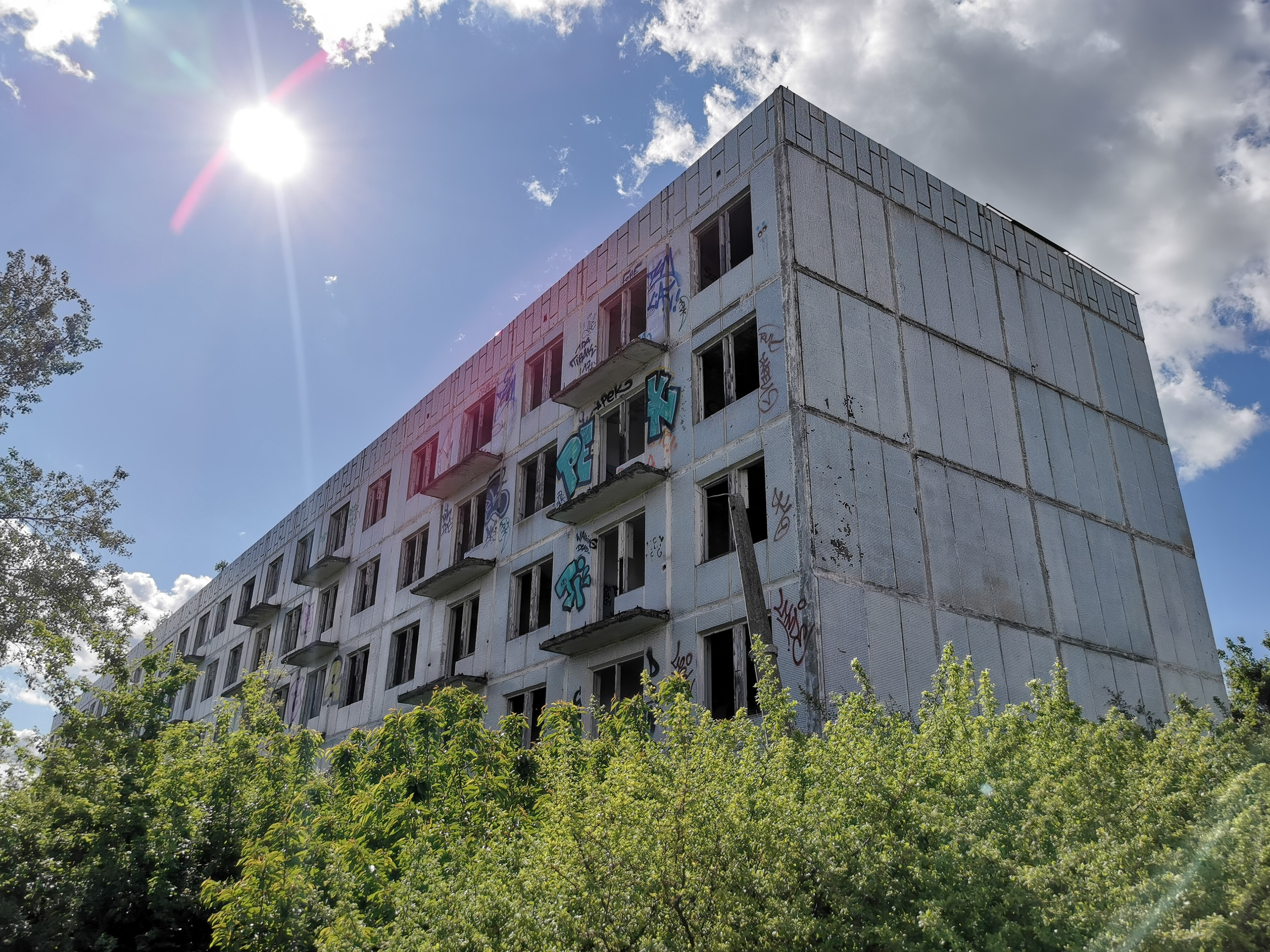
Szentkirályszabadja, elhagyatott orosz laktanya
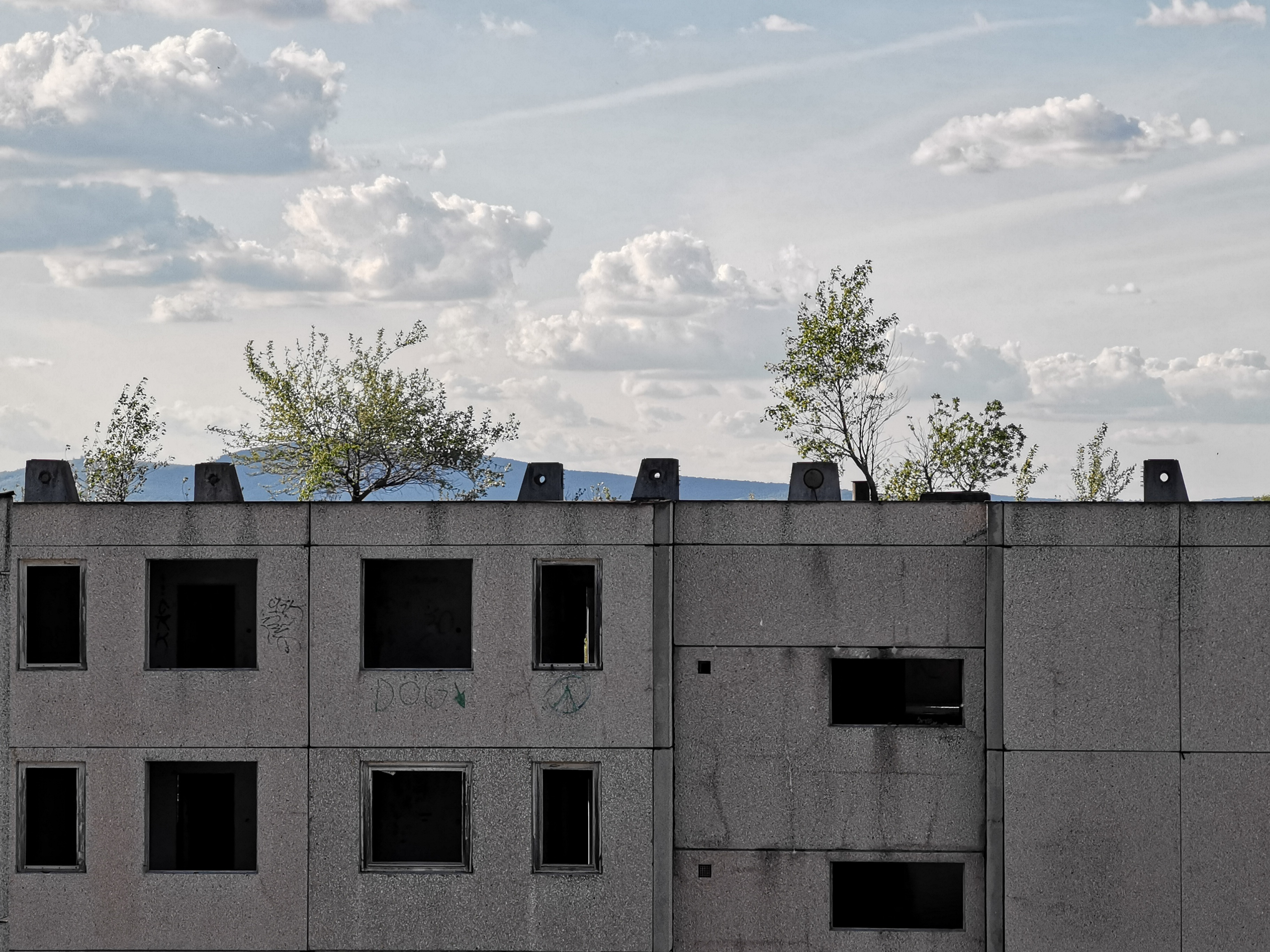
Szentkirályszabadja, elhagyatott orosz laktanya
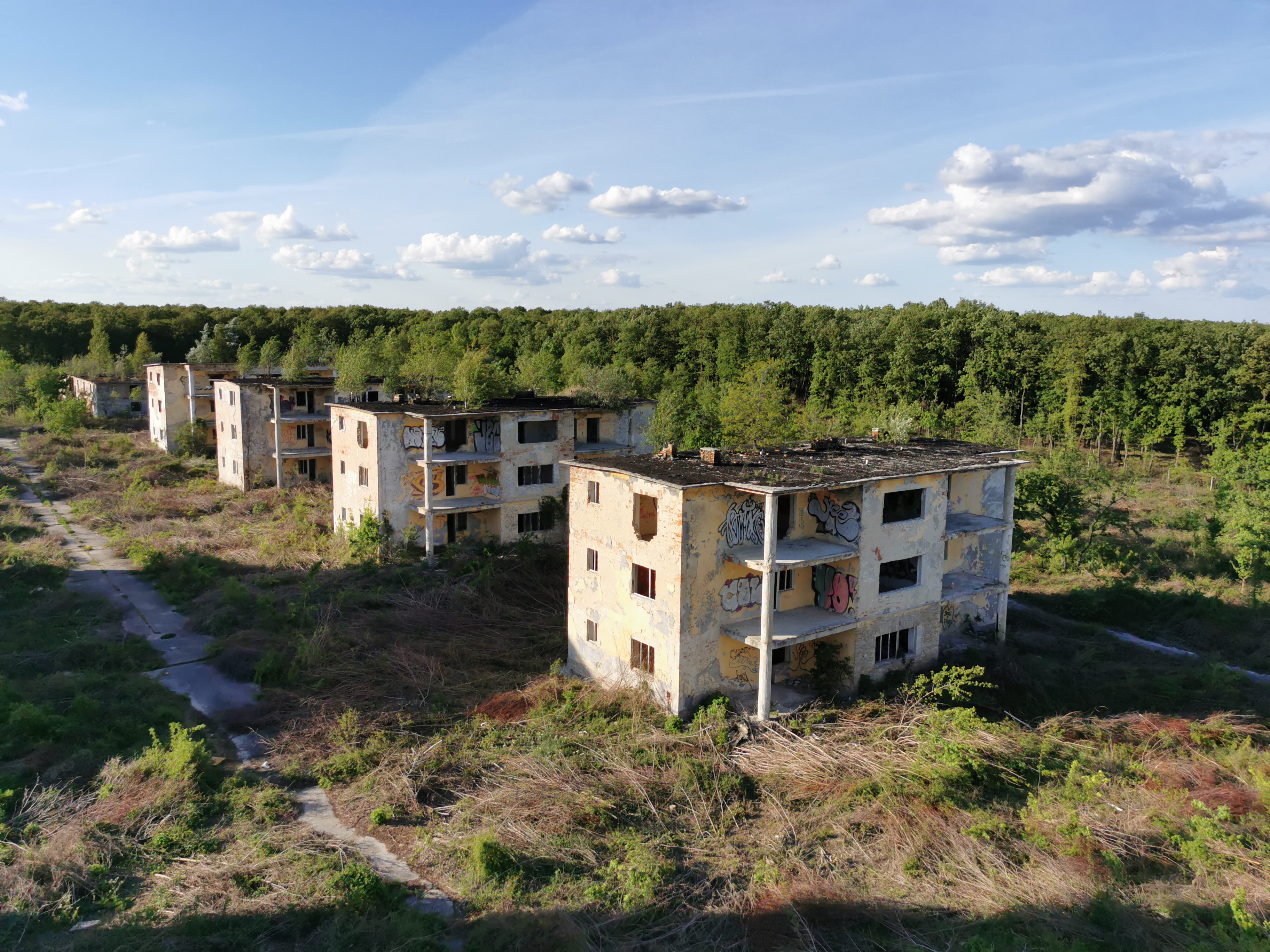
Szentkirályszabadja, elhagyatott orosz laktanya
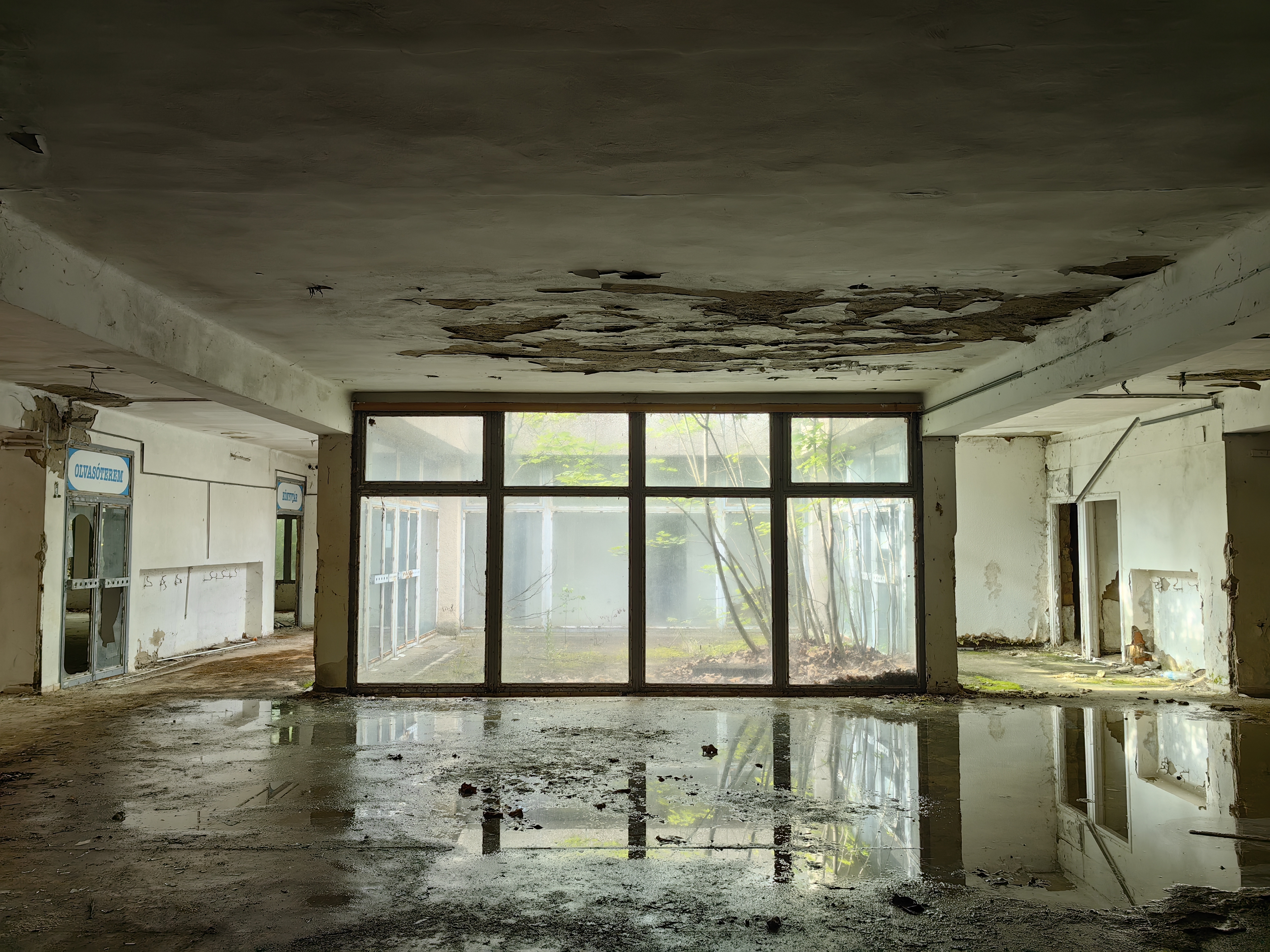
Szentkirályszabadja, elhagyatott orosz laktanya

## Külső hivatkozások
- Szentkirályszabadja Önkormányzatának honlapja
- Szentkirályszabadja az utazom.com honlapján